# Флексор, Давид Самсонович
Давид Самсонович Флексор (1871, Сороки, Бессарабская область — 1936, Рыбинск) — российский и советский юрист, видный специалист в области землеустройства и водного права, действительный статский советник.

## Биография
Давид Флексор родился 7 (19) февраля 1871 года в уездном бессарабском городке Сороки в семье адвоката и литератора Самсона Менахевича Флексора (1838—1907).
После окончания 1-й Кишинёвской гимназии в 1890 году начал учиться на юридическом факультете Новороссийского университета.
В 1893 году с золотой медалью окончил юридический факультет Императорского Санкт-Петербургского университета.
С 1895 года находился на службе в Министерстве земледелия и государственных имуществ. До 1917 года состоял чиновником особых поручений 5-го класса при главноуправляющем землеустройства и земледелия, заведующим делами мелиоративного законодательства, членом-юристом гидрологического комитета, членом межведомственной комиссии по выработке водного законодательства. Получил личное дворянство.
Давид Самсонович Флексор — автор и редактор ряда законодательных актов Российской империи. Принимал участие во многих комиссиях по разработке различных законопроектов, главным образом в области водного права. Участвовал в работе Особого совещания о нуждах сельскохозяйственной промышленности, где был редактором по сводке и обработке трудов местных комитетов. Печатался в «Журнале Санкт-Петербургского юридического общества», «Судебной газете», «Трудовой помощи» и других специализированных изданиях. Автор книг «Аренда», «Переселенческое дело», «Охрана сельскохозяйственной собственности» и других.
С 1921 года — профессор кафедры водного и земельного права Петроградской сельскохозяйственной академии. В 1928 году участвовал в составлении Большой медицинской энциклопедии под общей редакцией Н. А. Семашко. В марте 1935 года вместе с женой Фанни (Анной) Ивановной (1876—?) и дочерью Кирой был выслан в Кокчетав сроком на 5 лет, но в апреле 1936 года получил разрешение на переселение в Рыбинск.

## Семья
Жена — Фанни Ионасовна (Анна Ивановна) Флексор (в девичестве Клейн, 1876—?), дочь одесского купца второй гильдии.
- Дочь — Кира Давыдовна Флексор (8 июня 1906, Одесса — ?), филолог, преподаватель английского языка в Ленинградском историко-лингвистическом институте, ассистент кафедры английского языка ЛГУ (1931—1935)[4].
- Племянник (сын сестры Розы Самсоновны Флексор) — Александр Ионович Клейн (1879—1961), архитектор.
- Сестра Любовь была замужем за потомственным почётным гражданином Григорием Марковичем Городиским, их племянник — швейцарский адвокат и политик-социалист Жак Диккер.

### Статьи
- Дарение и пожертвование // Судебная газета. — СПб., 1892. — № 21.
- К вопросу о недействительности духовных завещаний // Судебная газета. — СПб., 1892. — № 23.
- Усыновление русскоподанного иностранцем // Юридическая газета. — СПб., 1894. — № 30
- О праве иностранцев на усыновление детей по закону 12 марта 1891 г. // Судебная газета. — СПб., 1895. — № 15.